# Mexico (Missouri)
Mexico ist eine Stadt (mit dem Status „City“) und Verwaltungssitz des Audrain County im mittleren Nordosten des US-amerikanischen Bundesstaates Missouri. Im Jahr 2020 hatte Mexico 11.469 Einwohner. Die Stadt ist Standort der 1889 gegründeten, privaten Missouri Military Academy (MMA).

## Geografie
Mexico liegt rund 60 km nördlich des Missouri River und rund 85 km westlich des Mississippi, der die Grenze zu Illinois bildet.
Mexico liegt auf 39° 10′ N, 91° 53′ W und erstreckt sich über 30,3 km², die sich auf 29,4 km² Land- und 0,9 km² Wasserfläche verteilen. Die Stadt bildet das Zentrum der South Fork Township, erstreckt sich aber auch in die westlich benachbarte Salt River Township.
Benachbarte Orte sind Rush Hill (19,6 km ostnordöstlich), Benton City (13,5 km ostsüdöstlich), Auxvasse (17,6 km südlich), Thompson (9,5 km westlich) sowie Centralia (24,3 km westlich).
Die nächstgelegenen größeren Städte sind St. Louis (179 km ostsüdöstlich) und Kansas City (263 km westlich).

## Verkehr
Der U.S. Highway 54 kommt aus östlicher Richtung in das Stadtgebiet von Mexico, biegt am Stadtrand nach Süden ab, bildet die südöstliche Umgehungsstraße und verlässt die Stadt in südlicher Richtung wieder. Im Stadtzentrum treffen die Missouri State Routes 15 und 22 zusammen. Bei allen weiteren Straßen handelt es sich um innerstädtische Verbindungsstraßen.
In Mexico trifft eine Eisenbahnlinie der Norfolk Southern Railway, die von St. Louis nach Kansas City führt auf eine Linie der Kansas City Southern, die von Springfield in Illinois ebenfalls nach Kansas City führt.
Mit dem Mexico Memorial Airport befindet sich im Osten des Stadtgebiets ein kleiner Flugplatz. Der nächstgelegene größere Flughafen ist der 157 km ostsüdöstlich gelegene Lambert-Saint Louis International Airport.

## Demografische Daten
Nach der Volkszählung im Jahr 2010 lebten in Mexico 11.543 Menschen in 4727 Haushalten. Die Bevölkerungsdichte betrug 392,6 Einwohner pro Quadratkilometer. In den 4727 Haushalten lebten statistisch je 2,33 Personen.
Ethnisch betrachtet setzte sich die Bevölkerung zusammen aus 86,1 Prozent Weißen, 8,3 Prozent Afroamerikanern, 0,4 Prozent amerikanischen Ureinwohnern, 0,8 Prozent Asiaten sowie 2,1 Prozent aus anderen ethnischen Gruppen; 2,4 Prozent stammten von zwei oder mehr Ethnien ab. Unabhängig von der ethnischen Zugehörigkeit waren 4,1 Prozent der Bevölkerung spanischer oder lateinamerikanischer Abstammung.
26,6 Prozent der Bevölkerung waren unter 18 Jahre alt, 56,4 Prozent waren zwischen 18 und 64 und 17,0 Prozent waren 65 Jahre oder älter. 51,7 Prozent der Bevölkerung war weiblich.
Das mittlere jährliche Einkommen eines Haushalts lag bei 37.763 USD. Das Pro-Kopf-Einkommen betrug 19.199 USD. 17,7 Prozent der Einwohner lebten unterhalb der Armutsgrenze.

## Söhne und Töchter der Stadt
- Tom Bass (1859–1934), Reiter und Pferdetrainer; lebte und arbeitete in Mexico
- Tyronn Lue (* 1977), Basketballspieler und -trainer